# Narodni park Lemmenjoki
Narodni park Lemmenjoki (finsko Lemmenjoen kansallispuisto, Predloga:Lang-smn, severnosamijsko Leammi álbmotmeahcci) je na območju občin Inari in Kittilä, Laponska, na severu Finske. Ustanovljen je bil leta 1956 in je bilo od takrat dvakrat razširjen. Njegova skupna površina je 2850 kvadratnih kilometrov, in je največji narodni park na Finskem in eden največjih v Evropi.
Park je dobil ime po reki Lemmenjoki, 80 kilometrov dolgi reki, ki teče skozenj.
Park delno meji na narodni park Anárjohka na Norveškem.
Okoli 100 ljudi je poleti mogoče opaziti, kako iščejo zlato na tem območju na 40 lokacijah. Vendar je večina ljudi v parku – okoli 10.000 ljudi na leto – popotnikov z nahrbtniki. V narodnem parku je približno 60 kilometrov označenih poti, za popotnike pa je postavljenih celo nekaj mostov in čolnov. V parku je več kot deset brezplačnih koč v divjini in tri plačljive, ki jih je mogoče rezervirati.
Območje iskanja zlata vsebuje dve majhni letališči, Martiniiskonpalo (467 m) in Keurulainen (približno 500 m). Uporabljajo se lahko za pristajanje ali vzletanje z majhnimi propelerskimi letali.

## Narava
Narodni park Lemmenjoki je eno največjih zapuščenih in brezpotnih območij divjine v Evropi (razen Rusije). Za pokrajino parka je značilna reka Lemmenjoki, ki teče preki slapov Maarestatunturi in Viipustunturi, ter številne manjše reke. V dolini reke Lemmenjoki rastejo borovci, drugod pa predvsem breze. V višjih legah prevladuje tundri podobna vegetacija. Smreka doseže severno mejo svojega razširjenosti v južnem delu narodnega parka. V narodnem parku Lemmenjoki so tudi obsežna barja. V parku živijo večje populacije rjavega medveda, planinskega orla in losa, občasno pa tudi volka. Poleg tega je v narodnem parku Lemmenjoki okoli 7500 napol udomačenih severnih jelenov, katerih reja je eden od tradicionalnih načinov preživetja lokalnih Samijev.

## Obiskovalci
Narodni park je razdeljen na »osnovno območje« in »območje divjine«. Na območju baze je 60 km mreže pohodniških poti s posebej označenimi kurišči. Na območju divjine ni določenih pohodniških poti. Na manjših zavarovanih območjih se je dovoljeno premikati le omejeno po označenih poteh. V narodnem parku so obiskovalcem na voljo zavetišča. V vasi Njurkalahti je center narave in 4,5 km dolga naravoslovna pot.

## Zgodovina
Do 19. stoletja so gozdni Samiji živeli v dolini Lemmenjoki in s pastmi lovili divje gozdne severne jelene. Po izumrtju gozdnih severnih jelenov v 19. stoletju se je na tem območju razširila kultura reje severnih jelenov. Hkrati se je v vaseh, kot je Njurkulahti, ki se še danes preživljajo predvsem z rejo severnih jelenov, prvič pojavilo stalno naselje.
V Lemmenjokiju so zlato kopali že v začetku 19. stoletja. Po drugi svetovni vojni se je v 1940-ih z več kot 100 zahtevki začela prava zlata mrzlica. V parku še danes izpirajo zlato, zdaj tudi z mehanskimi metodami.
- Zatočišče Oahujoki
- Potok, ki se izliva v reko Lemmenjoki